# Dukkha
Dukkha (pali, दुक्ख ; ’otillfredsställelse’ eller 'lidande') eller duhka är ett begrepp inom klassisk indisk världsbild, och som inom såväl indisk filosofi i stort som inom hinduism och buddhism beskriver det grundläggande lidande, stort som smått, som existensen innebär.

## Buddhism
I buddhismen beskrivs ålderdom, sjukdom, att bli förenad med det som är obehagligt, att bli separerad från det som är behagligt, och att inte få det man vill ha som dukkha. I korthet är känslomässig bundenhet till de fem aggregaten (skandha) dukkha. De fem aggregaten (skandha) är 1) kropp eller materia (rupa), 2) förnimmelser eller känslor (vedana), 3) iakttagelseförmågan eller varseblivning (samjna), 4) mentala dispositioner och viljeformationer (sankhara) och 5) medvetande (vijnana).
Att översätta dukkha till enbart "lidande" har mött starkt motstånd, och Paul Williams menar att "dukkha" har en mycket bredare betydelse än bara "lidande".
I de buddhistiska sutrorna delas "dukkha" in i tre kategorier; den första är smärta, såväl fysisk som känslomässig; den andra är den frustration som uppkommer vid förändringar, en form av dukkha som karaktäriseras av att inget finns för evigt – således är även lycka en sorts dukkha eftersom lyckan är förgänglig; den tredje är dukkha av betingade upplevelser – en dukkha till följd av att en grundläggande otillfredsställelse genomsyrar allt liv eftersom vår lycka är beroende av yttre förhållanden och den värld vi lever i är byggd av instabila och opålitliga förhållanden.